# The Life and Crimes of Alice Cooper
The Life and Crimes of Alice Cooper est un coffret de 4 CD d'Alice Cooper sorti en 1999. Ces CD comprennent des titres provenant de tous les albums studio réalisés jusqu'alors, présentes uniquement en face B, des chansons non éditées et d'autres raretés.

## Titres

### Disque 1
Note : À ses débuts, le groupe s'appelait The Spiders puis The Nazz pour enfin prendre le nom d'Alice Cooper.
1. Don't Blow Your Mind - The Spiders (1966) – 2:36
2. Hitch Hike - The Spiders (1965) – 2:01
3. Why Don't You Love Me - The Spiders (1965) – 1:57
4. Lay Down And Die, Goodbye (version originale) - The Nazz (1967) – 2:07
5. Nobody Likes Me - (démo - 1968) – 3:23
6. Levity Ball - (version studio - 1968) – 4:45
7. Reflected - (Pretties for You - 1969) – 3:14
8. Mr. and Misdemeanor - (Easy Action - 1970) – 3:00
9. Refrigerator Heaven - (Easy Action - 1970) – 1:54
10. Caught in a Dream - (version single - 1971) – 2:55
11. I'm Eighteen - (Love It to Death - 1971) – 2:58
12. Is It My Body? - (Love It to Death - 1971) – 2:39
13. Ballad of Dwight Fry - (Love It to Death - 1971) – 6:34
14. Under My Wheels - (Killer - 1971) – 2:47
15. Be My Lover - (Killer - 1971) – 3:21
16. Desperado - (Killer - 1971) – 3:29
17. Dead Babies - (Killer - 1971) – 5:42
18. Killer - (Killer - 1971) – 7:05
19. Call It Evil - (démo - 1971) – 3:28
20. Gutter Cat Vs. The Jets - (School's Out - 1972) – 4:39
21. School's Out - (version single - 1972) – 3:31

### Disque 2
1. Hello Hooray - (Billion Dollar Babies - 1973) – 4:15
2. Elected - (version single - 1973) – 3:43
3. Billion Dollar Babies - (Billion Dollar Babies - 1973) – 3:39
4. No More Mr. Nice Guy - (Billion Dollar Babies - 1973) – 3:07
5. I Love the Dead - (Billion Dollar Babies - 1973) – 5:07
6. Slick Black Limousine - (un flexi-disc de New Musical Express - 1973) – 4:27
7. Respect for the Sleepers - (démo - 1973) – 3:48
8. Muscle of Love - (Muscle of Love - 1973) – 3:45
9. Teenage Lament '74 - (Muscle of Love - 1973) – 3:52
10. Working Up a Sweat - (Muscle of Love - 1973) – 3:31
11. Man with the Golden Gun - (Muscle of Love - 1973) – 3:13
12. I'm Flash - (Flash Fearless Versus The Zorg Women - 1975) – 2:47
13. Space Pirates - (Flash Fearless Versus The Zorg Women - 1975) – 3:30
14. Welcome to My Nightmare - (version single - 1975) – 2:54
15. Only Women Bleed - (version single - 1975) – 3:17
16. Cold Ethyl - (Welcome to My Nightmare - 1975) – 2:54
17. Department of Youth - (Welcome to My Nightmare - 1975) – 3:17
18. Escape - (Welcome to My Nightmare - 1975) – 3:14
19. I Never Cry - (Alice Cooper Goes to Hell - 1976) – 3:43
20. Go to Hell - (Alice Cooper Goes to Hell - 1976) – 5:11

### Disque 3
1. It's Hot Tonight - (Lace and Whiskey - 1977) – 3:21
2. You and Me - (version single - 1977) – 3:25
3. I Miss You - Billion Dollar Babies (1977) – 3:31
  - Note : Billion Dollar Babies est un groupe formé par des membres originaux du groupe Alice Cooper après la séparation.
4. No Time for Tears - (film Sextette - 1977) – 2:59
5. Because (avec les Bee Gees) - (film Sgt. Pepper's Lonely Hearts Club Band - 1978) – 2:45
6. From the Inside - (version single - 1979) – 3:30
7. How You Gonna See Me Now - (From the Inside - 1978) – 3:53
8. Serious - (From the Inside - 1978) – 2:41
9. No Tricks - (face B de single - 1978) – 4:15
10. Road Rats - (film Roadie (en) - 1980) – 2:43
11. Clones (We're All) - (version single - 1980) – 2:51
12. Pain - (Flush the Fashion - 1980) – 4:10
13. Who Do You Think We Are - (version single - 1981) – 3:05
14. Look at You Over There, Ripping The Sawdust From My Teddybear - (démo - 1981) – 3:18
15. For Britain Only - (single sorti uniquement au Royaume-Uni - 1982) – 3:02
16. I Am the Future - (version single - 1982) – 3:45
17. Tag, You're It - (Zipper Catches Skin - 1982) – 2:52
18. Former Lee Warmer - (DaDa - 1983) – 4:07
19. I Love America - (DaDa - 1983) – 3:47
20. Identity Crisis - (film Monster Dog - Il signore dei cani - 1984) – 2:50
21. See Me in the Mirror - (film Monster Dog - Il signore dei cani - 1984) – 3:12
22. Hard Rock Summer - (film Vendredi 13 : Jason le mort-vivant (nom original : Friday the 13th Part VI: Jason Lives) - 1986) – 2:30

### Disque 4
1. He's Back (The Man Behind the Mask) - (Démo - 1986) – 3:20
2. He's Back (The Man Behind the Mask) (remix) - (film Vendredi 13 : Jason le mort-vivant - 1986) – 3:44
3. Teenage Frankenstein - (Constrictor - 1986) – 3:32
4. Freedom - (Raise Your Fist and Yell - 1987) – 4:04
5. Prince of Darkness - (Raise Your Fist and Yell - 1987) – 5:09
6. Under My Wheels - (film The Decline of Western Civilization Part II: The Metal Years (en) - 1988) – 3:10
7. I Got a Line On You - (film L'Aigle de fer 2 - 1988) – 2:59
8. Poison - (Trash - 1989) – 4:27
9. Trash - (Trash - 1989) – 3:58
10. Only My Heart Talkin - (Trash - 1989) – 4:44
11. Hey Stoopid - (version single - 1991) – 4:15
12. Feed My Frankenstein - (Hey Stoopid - 1991) – 4:42
13. Fire - (face B de single - 1991) – 3:00
14. Lost in America - (The Last Temptation - 1994) – 3:54
15. It's Me - (The Last Temptation - 1994) – 4:40
16. Hands of Death (Burn Baby Burn) (en) (Spookshow 2000 Mix) - avec Rob Zombie - (remix de la version de la bande son Songs in the Key of X - 1996) – 3:53
17. Is Anyone Home? - (A Fistful of Alice - 1997) – 4:10
18. Stolen Prayer - (The Last Temptation - 1994) – 5:35